# Jacob van Marken

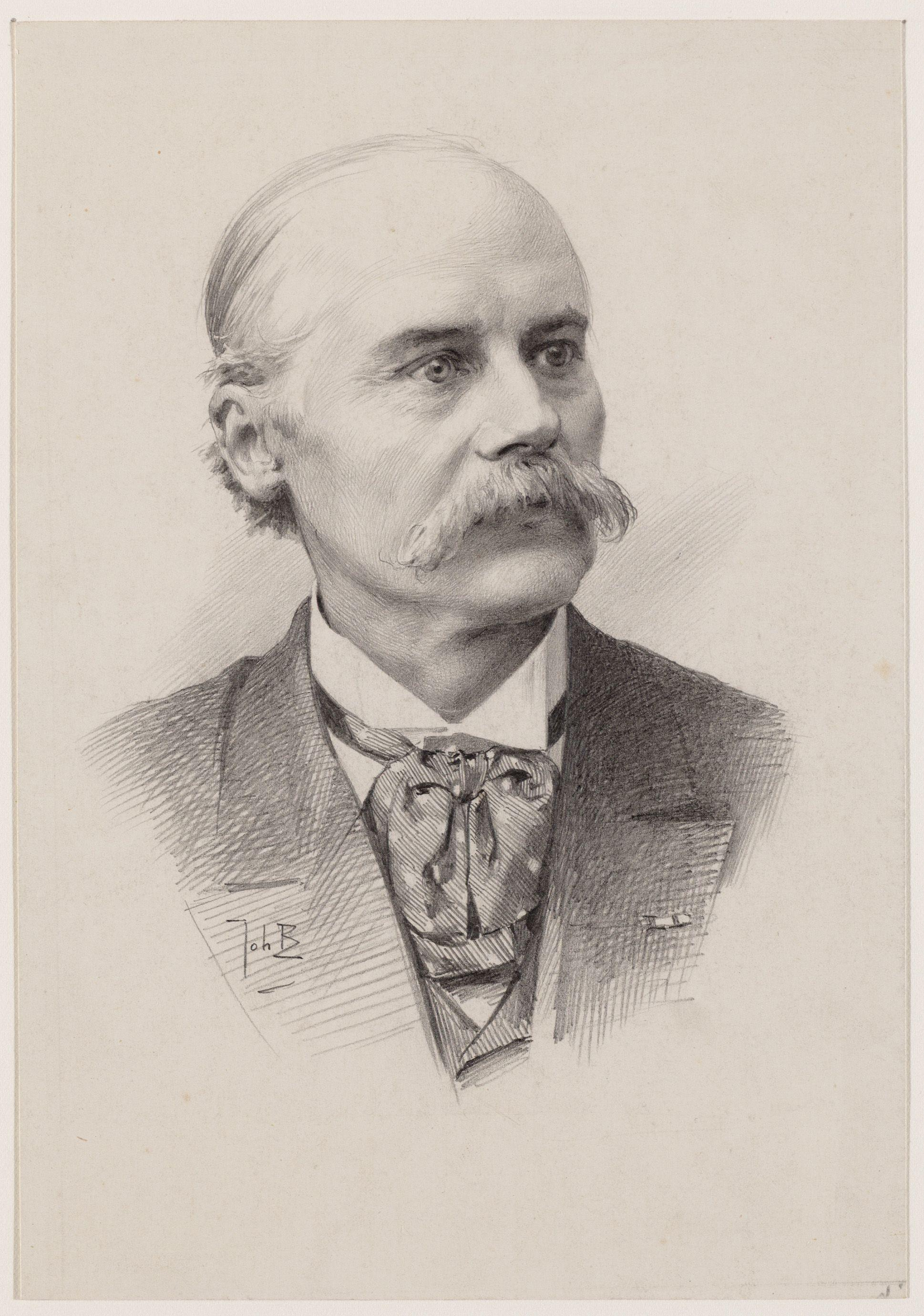
Jacques van Marken

Jacob Cornelis van Marken, genannt Jacques (* 30. Juli 1845 in Dordrecht; † 8. Januar 1906 in Hof van Delft) war ein niederländischer Unternehmer.
Van Marken galt als vorbildlicher „sozialer Unternehmer“ und Vorreiter seiner Zeit in der „sozialen Frage“. Er war der erste Arbeitgeber der Niederlande, der einen Betriebsrat gründete. Im Ausland, insbesondere in Deutschland überwiegend gefeiert, wurde er aber auch – zeitlebens insbesondere von seinen Landsleuten – als „radikal-liberaler Weltverbesserer“ kritisiert, der zwar „viel für seine Arbeiter getan“ habe, „sie selbst aber nur wenig tun und entscheiden lasse“.
Er stiftete den Agnetapark, eine gartenstadtähnliche Delfter Wohnsiedlung, die als herausragendste ihrer Art und ihrer Zeit in den Niederlanden gilt.

## Leben

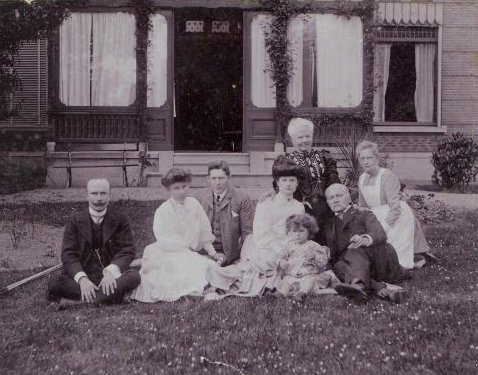
Van Marken 1904 mit Ehefrau und seinen nichtehelichen Kindern

Van Marken entstammte einem bürgerlichen Elternhaus; sein Vater, der ebenfalls Jacob Cornelis van Marken hieß, war evangelischer Geistlicher, die Mutter Petronella Alida van Voorthuysen Hausfrau. Jacques van Marken war der sechste von acht Kindern. Kurz nach seiner Geburt verzog die Familie nach Amsterdam, wo Jacques die Schule besuchte und anschließend in Delft an der Polytechnischen Schule, der Vorläuferin der Technischen Universität Delft, Technologie und Soziologie studierte. In dieser Zeit lernte er seine spätere Ehefrau Agneta Matthes kennen, die einem wohlhabenden Amsterdamer Elternhaus entstammte und die er 1869 heiratete. Bereits während ihrer Verlobungszeit hatte Agneta Matthes intensiv an den Vorbereitungsarbeiten zur Firmengründung mitgearbeitet und hatte während ihrer gesamten Ehe, die kinderlos blieb, erheblichen Anteil am Erfolg van Markens.
Nach Abschluss seines Studiums 1867 trat van Marken in die Dienste der Photogenischen Gasfabriek in Amsterdam ein, träumte indes von einem eigenen Unternehmen.
Während seines Studiums hatte er eine Studienreise nach Österreich-Ungarn unternommen und eine neue Methode zur Herstellung von Backhefe kennengelernt, die ihn faszinierte. Als er in Delft Klagen eines Bäckers über die wechselnde Qualität und Verfügbarkeit der in den Niederlanden erhältlichen Hefe hörte, erinnerte er sich dieser Methode und beschloss, Backhefe industriell und in gleichbleibend hoher Qualität herzustellen. In jener Zeit stellte die Hefeproduktion in den Niederlanden eine Nebenaktivität Schiedamer Genever-Brennereien dar, die am Ende des Gärungsprozesses unregelmäßig und in wechselnder Beschaffenheit anfiel, was die Bäcker in ihrer Backwaren-Produktion behinderte. Van Marken reiste nach Wien, wo er sich über die später als „Wiener Verfahren“ bezeichnete neuartige Herstellungsweise kundig machte und im Verlauf seiner Untersuchungen feststellte, dass die Stämme der Saccharomyces cerevisiae für seine geplanten Zwecke am besten geeignet waren.
Seit 1871 unterhielt van Marken mit einer Maria Eringaard ein außereheliches Verhältnis, aus dem insgesamt fünf Kinder hervorgingen. Als 1889 die Kindesmutter und zwei der gemeinsamen Kinder an Tuberkulose starben und van Marken mit dem Problem konfrontiert war, was mit seinen drei überlebenden Kindern geschehen sollte, bot ihm seine Ehefrau an, die Kinder aufzunehmen und zu erziehen. Offiziell handelte es sich um Pflegekinder, die das Paar zu sich genommen hatte. Die Vaterschaft van Markens war allerdings ein offenes Geheimnis in der holländischen Gesellschaft.
Eine Adoption der Kinder, die van Marken mit dem Einverständnis seiner Frau anstrebte, scheiterte indes an dem Veto seines Vaters, der die damals erforderliche rechtliche Zustimmung verweigerte.
Jacob Cornelis Eringaard, van Markens ältester nichtehelicher Sohn, der später die Gist- & Spiritusfabriek leitete, verfolgte die sozialen Interessen seines Vaters und dessen Frau weiter. Er schrieb diverse einschlägige Literatur, unter anderem Holländische Musterstätten persönlicher Fürsorge von Arbeitgebern (Delft 1896). Im Utrechts Nieuwsblad vom 9. Januar 1899 war zu lesen, dass auf seine Initiative ein Bureau voor Sociale Adviezen gegründet worden sei.
Die jüngste Tochter, Erry Anna Eringaard, heiratete 1932 den Diplomaten und Herausgeber Daniel Johannes von Balluseck (1895–1976).
Jacques van Marken litt ab den 1880er Jahren unter chronischen Nervenschmerzen, vermutlich einer Polyneuropathie, dessen Grunderkrankung nicht erkannt oder nicht überliefert ist. Sie veranlasste ihn immer wieder zu beruflichen Pausen und zu regelmäßiger ärztlicher Behandlung und Kuren, meist in Frankreich. 1886 lag er mehrere Monate arbeitsunfähig in einer Kuranstalt in Frankreich, seit vermutlich 1890 nahm er auf Anraten eines französischen Arztes Morphium zur Schmerzlinderung und verfiel bald der Abhängigkeit. 1905 legte van Marken auch offiziell fast alle Funktionen nieder.
Er starb am 8. Januar 1906 mit 60 Jahren und wurde auf dem Friedhof Jaffa in Delft begraben.

## Unternehmen
1869 gründete er mit der finanziellen Unterstützung seines Vaters und einem Darlehen des Bankhauses Mees & Zoonen (heute zur Fortis-Gruppe gehörig) die erste Hefefabrik der Niederlande, die Nederlandsche Gist- & Spiritusfabriek NV, die heute Teil des international tätigen chemischen Konzerns Koninklijke DSM ist. Mit dem Produktionskonzept dieser Firma wird Jacques van Marken zu den niederländischen Pionieren der Entwicklung industrieller Nahrungsmittelproduktion gezählt.
Van Marken, von Zeitgenossen auch „Wohlfahrtsingenieur“ genannt, entwickelte zusammen mit Agneta Matthes für die Fabrikarbeiter seiner 1869 gegründeten Nederlandsche Gist- & Spiritusfabriek NV ein Prämienlohnsystem, nach dem alle Mitarbeiter neben einem Grundlohn Zuschläge „für gute Arbeit und wegen Diensteifers“ von zwei bis 20 Prozent ihres Lohnes erhalten konnten. Weiterhin zahlte das Unternehmen bis zu zehn Prozent des Geschäftsgewinnes als Gewinnanteil an seine Mitarbeiter aus. 1878 richtete van Marken den ersten Betriebsrat der Niederlande ein, „de kern“ (Kern) genannt. Die „Neuesten Mittheilungen“ der Amtspresse Preußens informierte in ihrer Ausgabe von April 1894 über dieses „Sozialpolitisches Prämienlohnsystem mit Gewinnbetheiligung“, „das die Beachtung weiterer Kreise“ verdiene.
Am 24. Juni 1882 erschien der „Fabrieksbode“ (Fabrikbote) zum ersten Mal, die älteste Werkszeitschrift der Welt und eine Vorläuferin der Mitarbeiterzeitschriften, die van Marken als Sprachrohr zur Kommunikation seiner sozial-ökonomischen Ideen verwendete. Vor allem in deutschen Wirtschaftskreisen wurde dieses „zeitgemäße Bindungsmittel“ begeistert aufgenommen, van Marken das „Erfindungspatent“ eingeräumt und die Idee vielfältig kopiert. Die Zeitschrift erschien zunächst wöchentlich, später vierzehntäglich und in den letzten Jahren monatlich. Erst 2001, als damals älteste Betriebszeitung der Welt, stellte der Fabrieksbode sein Erscheinen ein.
1873 gründete van Marken die Delftsche Coöperatieve Winkelvereeniging und 1883, mit einer größeren finanziellen Beteiligung seiner wohlhabenden Schwiegermutter, die Nederlandsche Oliefabriek NV, deren Fabrikgebäude neben der Hefefabrik Platz fand. Wenig später, 1885, übernahmen die Eheleute die Delftse Lijm- & Gelatinefabriek NV. Auch hier fungierte Jacques van Marken offiziell als alleiniger Geschäftsführer. Aufgrund der sich verschärfenden gesundheitlichen Probleme Jacques van Markens und der arbeitsmäßigen Überlastung der Eheleute wurde 1886 François Gerard Waller, ein Neffe van Markens, mit der Geschäftsleitung betraut. 1892 wurde noch eine Druckerei gegründet (die sich heute im Besitz der Koninklijke drukkerij G.J. Thieme befindet).
Auf dem Höhepunkt des Erfolges, um 1885, als mehr als 1.250 Mitarbeiter für den van Markenschen Konzern tätig waren, wurde von der Öffentlichkeit von der Delftsche Nijverheid (Delfter Industrie) gesprochen.

## Veröffentlichungen
1881 veröffentlichte van Marken La question ouvrière à la fabrique Neerlandaise de levure et d'alcool. Essai de solution pratique. (Die Arbeiterfrage in der niederländischen Hefe- und Alkoholfabrik. Versuch einer praktischen Lösung.) und 1894 L'Organisation sociale dans l'industrie (Die Gesellschaftsordnung in der Industrie), das in zwei Auflagen gedruckt und auch ins Deutsche und Englische übersetzt wurde. Das Ausmaß der inhaltlichen Mitarbeit seiner Frau ist nicht überliefert; es gilt jedoch als sicher, dass sie mindestens die Übersetzungen federführend besorgte.

## Agnetapark

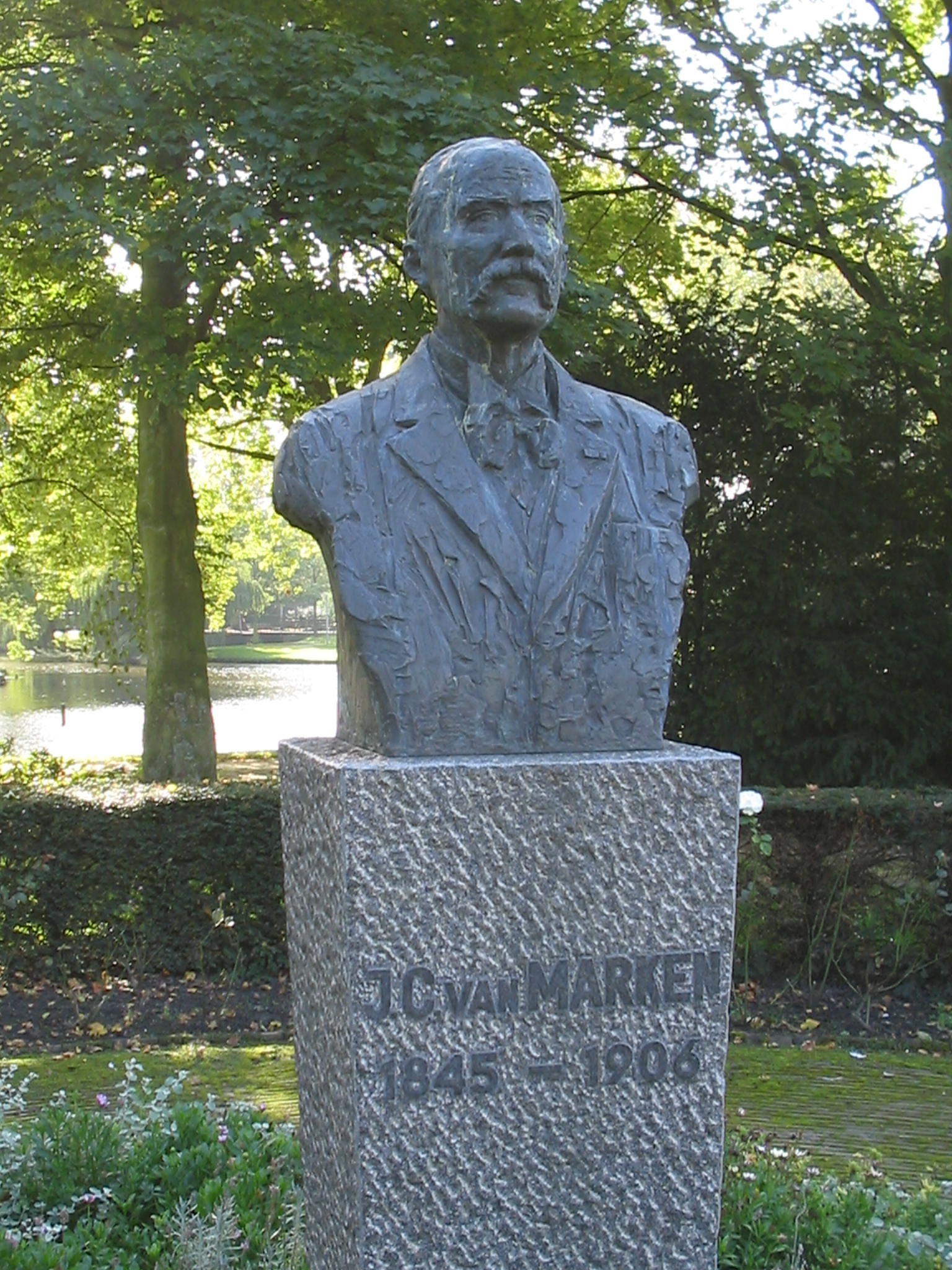
Denkmal im Agnetapark

1881 erwarb das Ehepaar, erneut mit finanzieller Unterstützung seitens Agnetas Mutter, in Hof van Delft hinter dem Fabrikgelände ein 4 Hektar großes Grundstück zu einem Preis von 16.000 Gulden. Hof van Delft war damals eine eigene, ländlich-bäuerliche und nur dünn besiedelte Gemeinde, die weit außerhalb der Delfter Stadtgrenzen lag. Dort entstand zwischen 1882 und 1884 nach den Plänen des Landschaftsarchitekten Louis Paul Zocher (einem Sohn von Jan David Zocher) ein weitläufiger, von Wasserläufen durchzogener und im Stil eines Englischen Gartens angelegter Park, in dem von dem Architekten Eugen Gugel 48 Reihenhäuser, Doppelhaushälften und Vierspänner nebst Gemeinschaftshäusern und der Villa der Stifter platziert wurden. Die Anlage wurde nach Agneta Matthes Agnetapark benannt.
Neu war an diesem Wohnpark im Gegensatz zu anderen zeitgenössischen Arbeiterwohnungen, dass es sich um abgeschlossene, mehrstöckige Wohnungen mit eigenem Eingang und kleinem eigenen Gartenanteil handelte. Diese Wohnungsform war von England ausgegangen, wo schon Anfang des 19. Jahrhunderts die ersten Arbeitersiedlungen in Form von Reihenhäusern entstanden waren. Die Architekten des Agnetaparks gingen noch einen bedeutenden Schritt weiter, indem diese Wohnungen, ganz im Stil der heutigen Doppelhaushälften und Vierspänner, großzügig und abwechslungsreich in einem Erholung und Entspannung bietenden Park verteilt waren, der viel Freiraum bot und über zahlreiche Gemeinschaftseinrichtungen verfügte. Außerdem verfügte jede Wohnung über fließendes Wasser, einen Sanitärraum mit WC und Waschbecken – nahezu eine Sensation in jener Zeit.
Die Villa der Gründer lag inmitten der Siedlung und wurde von ihnen Rust Roest (wörtlich: „Die Ruhe rostet“, frei übersetzt: „Wer rastet, der rostet“) genannt.
In der damaligen Zeit einzigartig war die Kostenverteilung der Anlage. Die Stifter gründeten eine Kapitalgesellschaft zur Entwicklung der Siedlung und übergaben den Park 1870 ihren Mitarbeitern nach dem Genossenschaftsprinzip als gemeinschaftliches Eigentum, um Spekulationen zu verhindern.
Zum großen Erstaunen der Stifter waren die Mitarbeiter von der Wohnsiedlung bei weitem nicht so begeistert, wie sie es vorausgesetzt hatten. Einerseits war die Anlage zu jener Zeit fern jeglicher städtischen Einrichtungen und sehr verkehrsungünstig gelegen. Diese Nachteile wurde durch die Verbesserung der Gemeinschaftseinrichtungen auszugleichen versucht, die immer mehr Angebote aufnahm. Zur Verfügung standen drei Bauten: De Gemeenschap (die Gemeinschaft), ein großes Haus, das einen Kindergarten und eine Grundschule beherbergte und als Versammlungsort diente, über einen Esssaal, einen Turnsaal und einen Billardclub verfügte; de Tent (das Zelt), ein Musik- und Veranstaltungspavillon und das Gebäude der Agnetapark-Einkaufsgenossenschaft, in dem ein Lebensmittelgeschäft und eine Bäckerei, später auch ein Bekleidungsgeschäft untergebracht waren und weitere Dinge des täglichen Bedarfs verkauft wurden. Schließlich wurden in dem Park ein Kinderspielplatz, eine Kegelbahn, eine Schießanlage und ein Bootsschuppen mit Ruderbootverleih angelegt. Auch das Vereinswesen wurde intensiv gefördert. Es entstanden unter anderem eine Freiwillige Feuerwehr, ein Schützenverein, ein Kegelclub, ein Fahrradclub und eine Musikkapelle.
Doch schätzten die Mitarbeiter es nicht, in der Nähe ihres Arbeitgebers zu leben und sich so seiner direkten Kontrolle ausgesetzt zu fühlen. Es gefiel ihnen gar nicht, täglich, auch in ihrer Freizeit, in Tuchfühlung mit dem obersten Chef und seiner Familien zu kommen und kaum andere Gesichter zu sehen als Arbeitskollegen und Vorgesetzte. Auch klagten sie weiterhin über den weiten Weg zur Stadt und darüber, dass es keinerlei Verkehrsverbindungen gab. Ein weiterer Kritikpunkt war die Höhe der Miete und Rücklagen, die für die meisten Arbeiter zu hoch war.
Erst nach dem Tod der van Markens entwickelte sich der Park schrittweise zu einem begehrten Wohngebiet mit in den Niederlanden traditionell vergleichsweise wenig angebotenen Wohnhäusern zur Miete. 1931 wurde die Villa Rust Roest, die lange leer gestanden hatte, in eine Haushaltsschule umgebaut, 1981 wurde das Gebäude abgerissen.
Seit 1989 steht der Agnetapark unter Denkmalschutz.